# يكة منحنية
يوكا منحنية (الاسم العلمي:Yucca cernua) هي نوع من النباتات تتبع جنس اليوكا من الفصيلة الهليونية.